# American Translation
Pour plus de détails, voir Fiche technique et Distribution.
American Translation est un film français réalisé par Pascal Arnold et Jean-Marc Barr avec Pierre Perrier et Lizzie Brocheré, sorti en 2011.

## Synopsis
Chris et Aurore vivent un amour charnel et passionné. Aurore découvre que Chris est en réalité un tueur en série et cette découverte la pousse à se remettre en question sur les choix effectués dans la vie. Doit-elle fuir et devenir complice de cet homme dont elle est éperdument tombée amoureuse ou le dénoncer et reconstruire une vie sans lui ?

## Fiche technique
- Titre original : American Translation
- Réalisation : Pascal Arnold et Jean-Marc Barr
- Scénario : Pascal Arnold
- Producteurs : Teddy Vermeulin, Pascal Arnold et Jean-Marc Barr
- Producteur délégué : Toloda
- Coproducteurs : LCJ Editions et Productions et Sama productions
- Société de distribution initiale : LCJ Éditions et Productions
- Durée : 109 minutes
- Sortie en France : 8 juin 2011
- Année de production : 2010
- Pays :  France
- Interdit aux moins de 16 ans lors de sa sortie

## Distribution
Source
- Pierre Perrier : Chris
- Lizzie Brocheré : Aurore
- Jean-Marc Barr : William
- Gray Orsatelli : Matt
- Marc Rioufol : le prêtre
- Manon Klein : jeune fille
- Arthur Harel : Stéphane
- Thomas Rouer : Alex
- Karl E. Landler (en) : Thomas
- Astrid Vermeulin : Mme Levant
- Pierre-Yves Kiebbe : M. Levant
- Arnaud Koller : Henri
- Zoé Schellenberg : fille étudiante
- Benjamin Bollen : jeune garçon
- Laurent Delbecque : Nick
- Ionita Radu Georgescu : Vlad
- Djédjé Apali : inspecteur Malherbe
- Ombeline de Lavenère : jeune femme morte

## Équipe technique
Source
- Scénario et dialogues : Pascal Arnold
- Production : Teddy Vermeulin
- Image : Jean-Marc Barr
- Son : Olivier Touche et Matthieu Roche
- Costumes : Mimi Lempicka
- Décors : Benoit Tétetlin
- Conseiller technique : Chris Keohane
- Montage image : Teddy Vermeulin et Jean-Marc Barr
- Montage son : Olivier Touche
- Mixage : Julien Bonvicini
- Étalonnage : Frédéric Savoir